# Montemaggiore Belsito
Montemaggiore Belsito (tiếng Sicilia: Muntimaiuri) là một đô thị comune có cự ly 50 km về phía đông nam Palermo, vùng Sicilia, Ý, Ý. Đô thị này có diện tích 31 km2, dân số theo điều tra năm của Cục thống kê quốc gia Ý là 3866 người.